# Kristie Phillips
Kristie Phillips (Baton Rouge, 23 de março de 1973) é uma ex-ginasta estadunidense, que competiu em provas de ginástica artística.
Phillips, treinada por Béla Karolyi, fez parte da equipe estadunidense que disputou os Jogos Pan-americanos de Indianápolis, nos Estados Unidos. Neles, foi membro da seleção bicampeã por equipes. Tida destaque nacional na competição, conquistou ainda medalhas em duas provas: no solo, superou a compatriota Sabrina Mar e conquistou a medalha de ouro; já na prova do individual geral, conquistou a prata, ao inverter posição com Mar. Ao longo da carreira, compôs ainda a seleção que disputou o Campeonato Mundialde Roterdã, no qual obteve como melhor colocaçãp, o sexto lugar por equipes. Aposentada, casou-se com Horatio Bannister e passou a trabalhar como treinadora em Statesville